# Complexo Econômico-Industrial da Saúde
O Complexo Econômico Industrial da Saúde (CEIS), também denominado Complexo Industrial da Saúde (CIS), designa o conjunto de pessoas, empresas, entidades públicas e governo que estão articulados para produção de itens estratégicos para o Sistema Único de Saúde.
Os esforços realizados a partir de 2003 foram sistematizados no Decreto nº 9.245, de 20 de dezembro de 2017, que consolidou as diferentes ferramentas de apoio à atividade industrial e transferência de tecnologia em território brasileiro. Atualmente, ele foi atualizado e regulamentado também pelo Decreto nº 1.001, de 3 de setembro de 2019, para restabelecer as comissões técnicas de avaliação e comitê deliberativo. Esses órgãos são fundamentais para a operacionalização da política.

## Histórico
Com a chegada da Corte Portuguesa, em 1808, em função da ação napoleônica, sentiu-se a necessidade de organizar um serviço de saúde que pudesse atender à corte e às tropas reais. Assim, o Príncipe Regente D. João VI sancionou o Decreto de 21 de maio de 1808, no qual criava a Botica Real Militar, situada no Hospital Militar e da Marinha, localizado no antigo Colégio dos Jesuítas, no Morro do Castelo. A partir desse movimento, na primeira década de 1900, surgem mais entidades com o mesmo perfil estratégico, também como resposta da sociedade civil organizada, contribuindo para o combate das mazelas de saúde no país

## Pesquisa acadêmica
O Complexo Industrial da Saúde (CIS), possui importância dado seu alto potencial de impacto, portanto sendo necessária a análise séria e sistemática das complexas relações entre os interesses produtivos, tecnológicos e sociais no âmbito da saúde, assim como o caráter estratégico desse Complexo, tanto para minimizar a vulnerabilidade da política de saúde brasileira, como para promover, sustentavelmente, o desenvolvimento nacional. Esse objeto de estudo foi amplamente tratado também em relação ás suas características, oportunidades e vulnerabilidades